# Иван Вујић
Иван Вујић (2007, Дубље) српски је глумац, који је постао познат по својим улогама у филмовима Краљ Петар Први и Олуја.

## Биографија
Иван је дебитовао у филму Краљ Петар Први  2018. године као једанаестогодишњак са улогом младог Момчила Гаврића. Пронашао га је редитељ Петар Ристовски, који за њега каже да је нови Славко Штимац. Касније почиње са радом на телевизији, а 2023. се остварио у улози Петра у филму Олуја, о прогону Срба из Хрватске.   Лик Петра рађен је по стварном јунаку Драгану Миоковићу, који је као и Петар, на трактору довезао мајку из села у околини Грачаца до Београда.

## Филмографија
- Краљ Петар Први (2018)
- Краљ Петар Први (ТВ серија, 2019)
- Калкански кругови (ТВ серија, 2021)
- Олуја (2023)
- Тунел (ТВ серија, 2023)
- Недеља (2024)
- Воља Синовљева (2024)